# Centris tamarugalis
Centris tamarugalis là một loài Hymenoptera trong họ Apidae. Loài này được Toro & Chiappa mô tả khoa học năm 1989.